# Дубровка (Тербунский район)
Дубровка — деревня в Тербунском районе Липецкой области России. Входит в состав Урицкого сельсовета.

## География
Деревня находится в юго-западной части Липецкой области, в лесостепной зоне, в пределах Среднерусской возвышенности, к югу от реки Олымчик, на расстоянии примерно 14 километров (по прямой) к юго-юго-западу (SSW) от села Тербуны, административного центра района. Абсолютная высота — 200 метров над уровнем моря.
Климат умеренно континентальный с теплым летом и умеренно морозной зимой. Годовое количество осадков — 450—500 мм. Средняя температура января составляет −9,5°, июля — +19,5°.
Часовой пояс
Деревня Дубровка, как и вся Липецкая область, находится в часовой зоне МСК (московское время). Смещение применяемого времени относительно UTC составляет +3:00.

## Население
| 2009 | 2010 |
| ---- | ---- |
| 37   | ↘31  |

Гендерный состав
По данным Всероссийской переписи населения 2010 года в гендерной структуре населения мужчины составляли 45,2 %, женщины — соответственно 54,8 %.
Национальный состав
Согласно результатам переписи 2002 года, в национальной структуре населения русские составляли 100 % из 48 чел.

## Улицы
Уличная сеть деревни состоит из одной улицы (ул. Овражная).